# ケーブル八幡宮山上駅
ケーブル八幡宮山上駅（ケーブルはちまんぐうさんじょうえき）は、京都府八幡市八幡平ノ山にある、京阪電気鉄道鋼索線（石清水八幡宮参道ケーブル）の駅。駅番号はKH81。標高99.6 m。
約3分で京阪本線（石清水八幡宮駅）と接続のあるケーブル八幡宮口駅に着く。但しそこで乗り換えるためには一度改札を出る必要がある。
テレビ大阪とBSテレ東の真夜中ドラマとして放送された京阪沿線物語〜古民家民泊きずな屋へようこそのロケ地にもなっている。

## 歴史
- 1926年（大正15年）6月22日：男山索道の男山駅として開業。
- 1928年（昭和3年）5月28日：社名変更により男山鉄道の駅となる。
- 1944年（昭和19年）2月11日：資材供出のため廃止。
- 1955年（昭和30年）12月3日：京阪電気鉄道鋼索線の八幡宮駅として改めて開業。
- 1957年（昭和32年）1月1日：男山山上駅（おとこやまさんじょうえき）に改称。
- 2019年（令和元年）10月1日：ケーブル八幡宮山上駅に改称[2]。

## 駅構造
櫛形ホーム2面1線を持つが、通常は西側の1面1線しか使用されない。改札口は無人化されており（運転扱いのため係員はいる）、当駅から乗車する場合はケーブル八幡宮口駅での出場時に運賃を精算することになる。

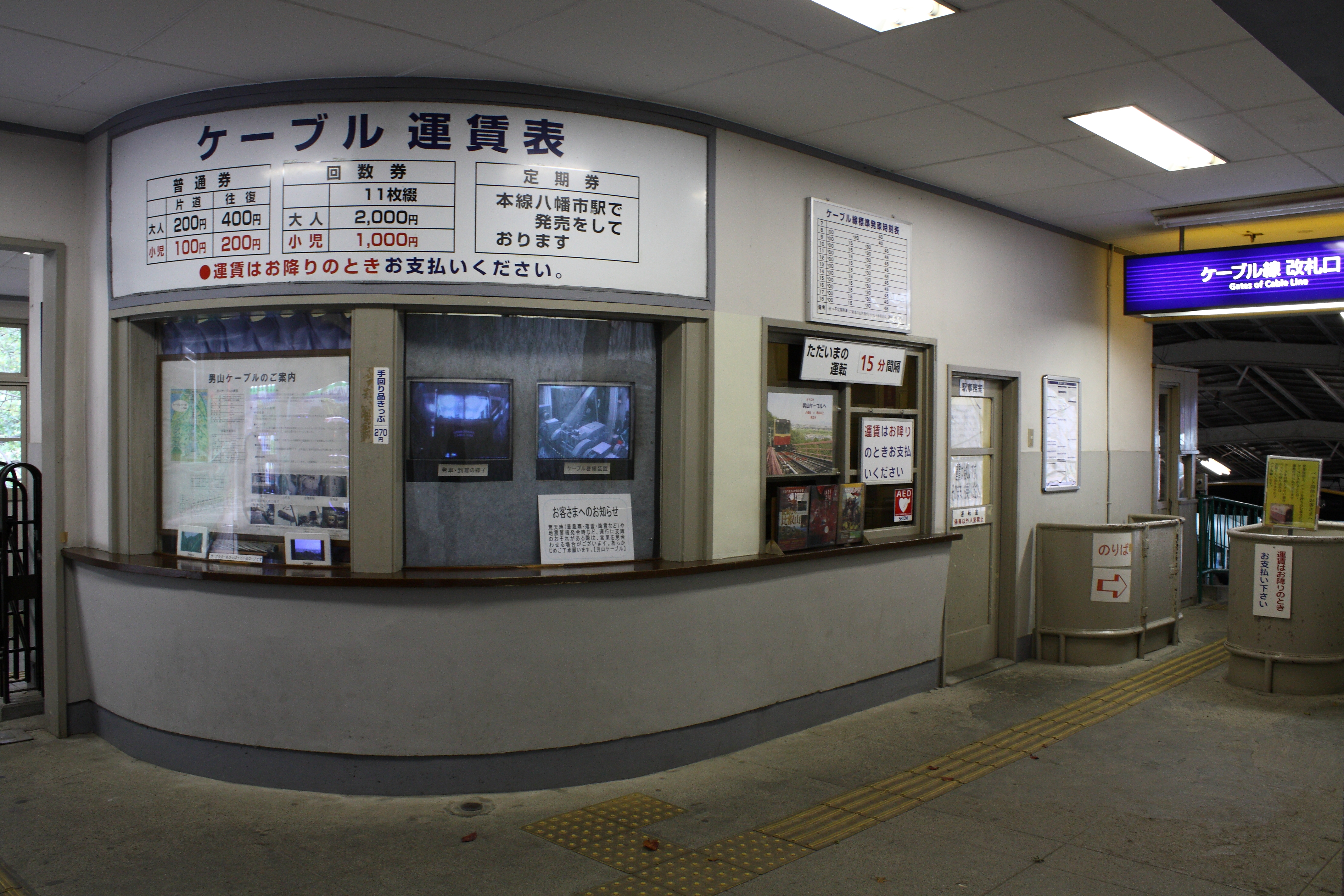
窓口・改札口（2012年11月）
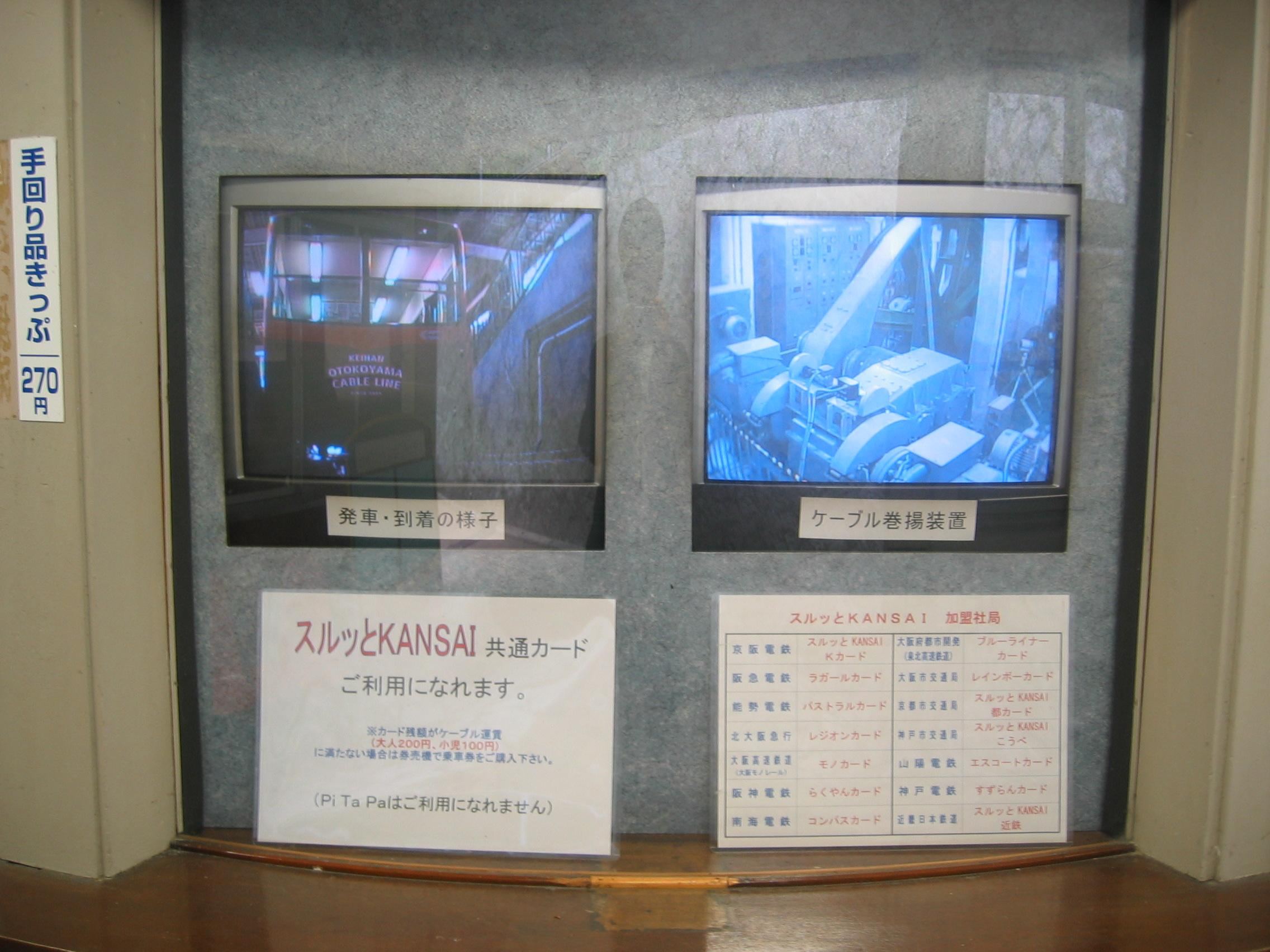
列車やケーブル巻取装置の様子を知らせるモニター（2008年5月）
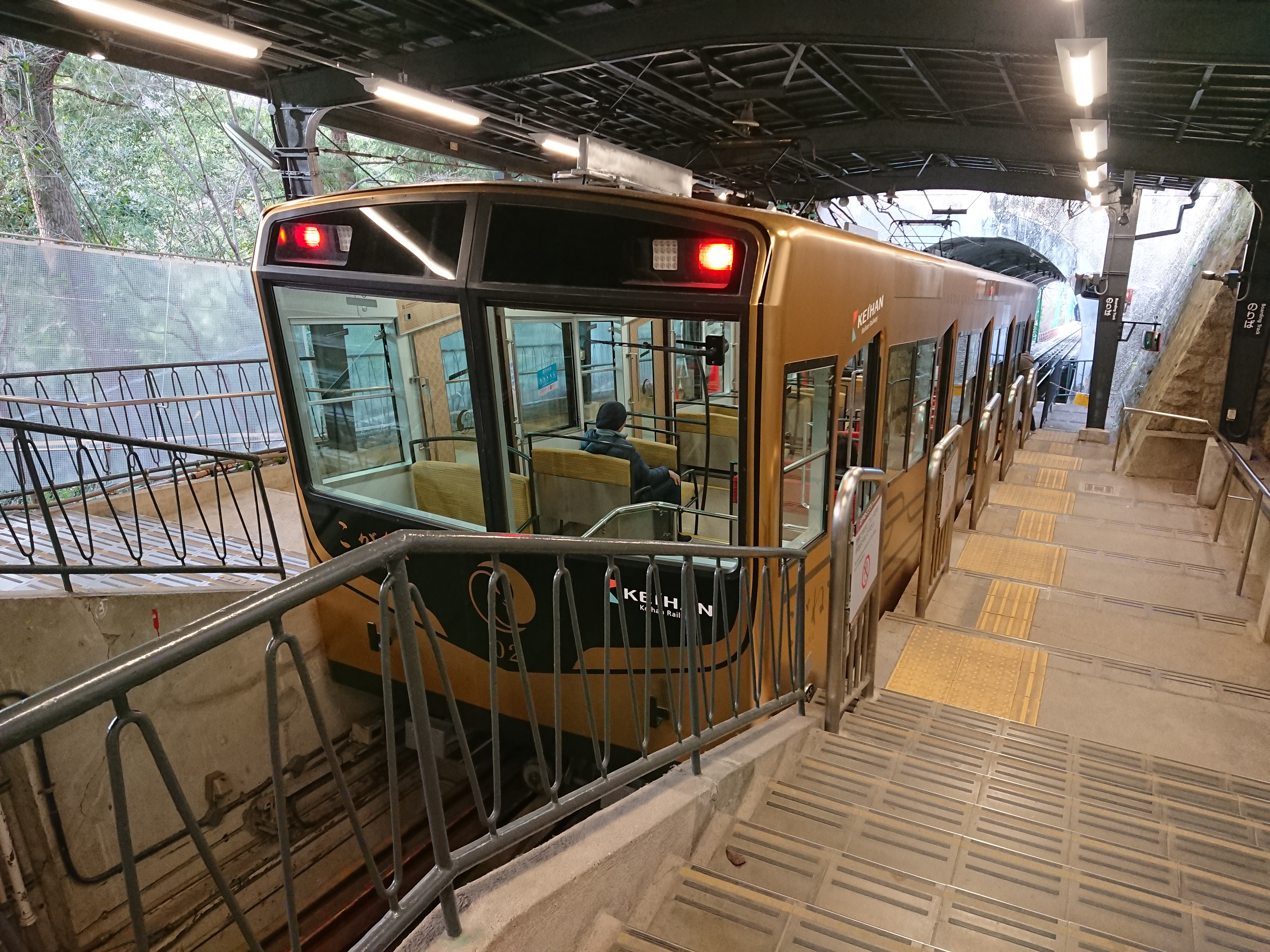
ホーム（2020年1月）

## 駅周辺

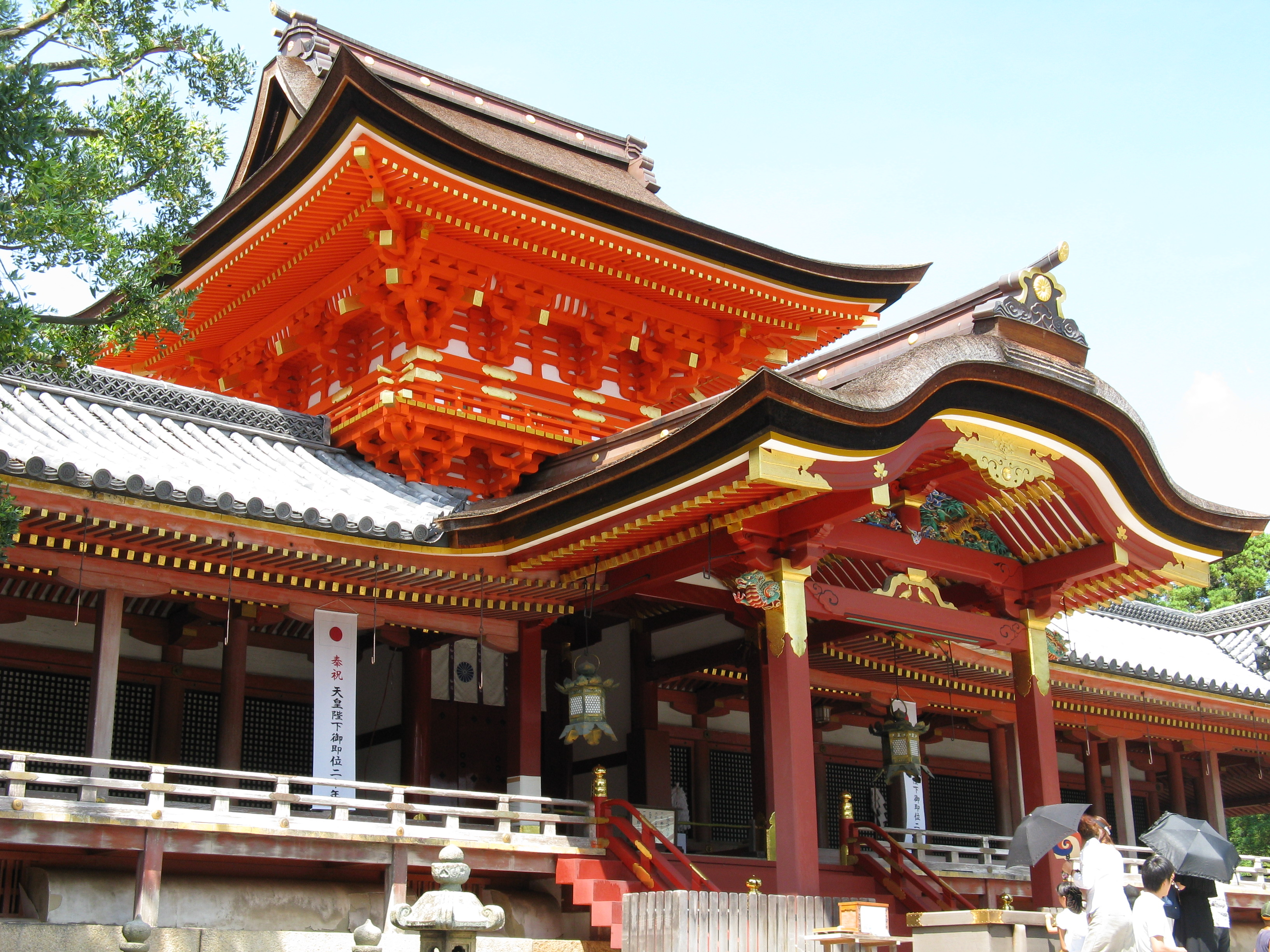
石清水八幡宮

男山（鳩ヶ峰）の山上にある駅。八幡宮は南側にあり、付近には展望台や城跡がある。レクリエーションセンターは八幡宮の西側、青少年研修センターは八幡宮の南側にある。
- 石清水八幡宮[3][4]
- 鳩ヶ峰山頂
- 男山展望台[5]
- 男山城跡
- 男山レクリエーションセンター[6]
- 石清水八幡宮青少年文化体育研修センター清峯殿[7]

## 隣の駅
京阪電気鉄道
鋼索線（石清水八幡宮参道ケーブル）
ケーブル八幡宮口駅 (KH80)  - ケーブル八幡宮山上駅 (KH81)
- （）内は駅番号を示す。